# Bundesstraße 204
De Bundesstraße 204 (ook wel B204) is een bundesstraße in Duitsland die loopt door de deelstaat Sleeswijk-Holstein. De B204 begon in Heide en liep via Hanerau-Hademarschen en Albersdorf naar Itzehoe. Door de komst van de BAB 23 is er nog een stukje van 2 km over. Wanneer de werkzaamheden aan de Störbrücke voltooid zijn (2015) zal de B204 worden geïntegreerd in de BAB 23. Daardoor zal het nummer B204 van de Duitse wegenkaarten verdwijnen.
B1 · B2 · B4 · B5 · B75 · B76 · B77 · B87 · B96 · B96a · B96b · B97 · B101 · B102 · B103 · B104 · B105 · B106 · B107 · B108 · B109 · B110 · B111 · B112 · B112n · B113 · B115 · B122 · B156 · B158 · B166 · B167 · B168 · B169 · B179 · B182 · B183 · B187 · B188 · B189 · B190n · B191 · B192 · B193 · B194 · B195 · B196 · B197 · B198 · B199 · B200 · B201 · B202 · B203 · B204 · B205 · B206 · B207 · B208 · B209 · B246 · B320 · B321 · B404 · B430 · B431 · B432 · B434 · B435 · B495 · B501 · B502 · B503